# Правителство на Тодор Иванчов 2
Второто правителство на Тодор Иванчов е двадесето правителство на Княжество България, назначено с Указ № 11 от 27 ноември 1900 г. на княз Фердинанд Сакскобургготски. Управлява до 12 януари 1901 г., след което е наследено от първото правителство на Рачо Петров.

## Политика
На 27 ноември 1900 г. княз Фердинанд I възлага на ген. Рачо Петров да състави преходен кабинет до провеждането на нови парламентарни избори. Министър-председател на новото правителство е Тодор Иванчов, но реално властта се контролира от княза и ген. Петров.
Поради конфликта между Иванчов и Министерския съвет кабинетът не успява да изпълни поставените му задачи и подава оставка.

## Съставяне
Кабинетът, оглавен от Тодор Иванчов, е образуван от безпартийни лица и 1 деец на Либералната партия (радослависти) – Димитър Тончев.

### Кабинет
Сформира се от следните 8 министри и един председател:
| министерство                          | име | име                    | партия                          |
| ------------------------------------- | --- | ---------------------- | ------------------------------- |
| председател на Министерския съвет     |     | Тодор Иванчов          | безпартиен                      |
| вътрешни работи                       |     | Рачо Петров            | безпартиен                      |
| външни работи и изповедания           |     | Димитър Тончев         | Либерална партия (радослависти) |
| търговия и земеделие                  |     | Йов Титоров            | безпартиен                      |
| правосъдие                            |     | Петър Данчов           | безпартиен                      |
| военен                                |     | Стефан Паприков        | военен                          |
| народно просвещение                   |     | Иван Пеев-Плачков      | безпартиен                      |
| финанси                               |     | Тодор Иванчов          | безпартиен                      |
| обществени сгради, пътища и съобщения |     | Стефан Паприков (упр.) | военен                          |

В краткия си период на водене не са правени промени.